# 12800 Oobayashiarata
12800 Oobayashiarata (1995 WQ7) là một tiểu hành tinh vành đai chính được phát hiện ngày 27 tháng 11 năm 1995 bởi T. Kobayashi ở Oizumi.